# Human Powered Health/2022
Deze pagina geeft een overzicht van de Human Powered Health-wielerploeg in 2022.

## Algemene gegevens
Teammanager: Jacob Erker
Ploegleiders: Jonas Carney, Alexandre Sans Vega, Andrew Bajadali, Clark Sheehan, Eric Wohlberg, Hendrik Redant, Jonathan Patrick McCarty
Fietsmerk:

## Renners

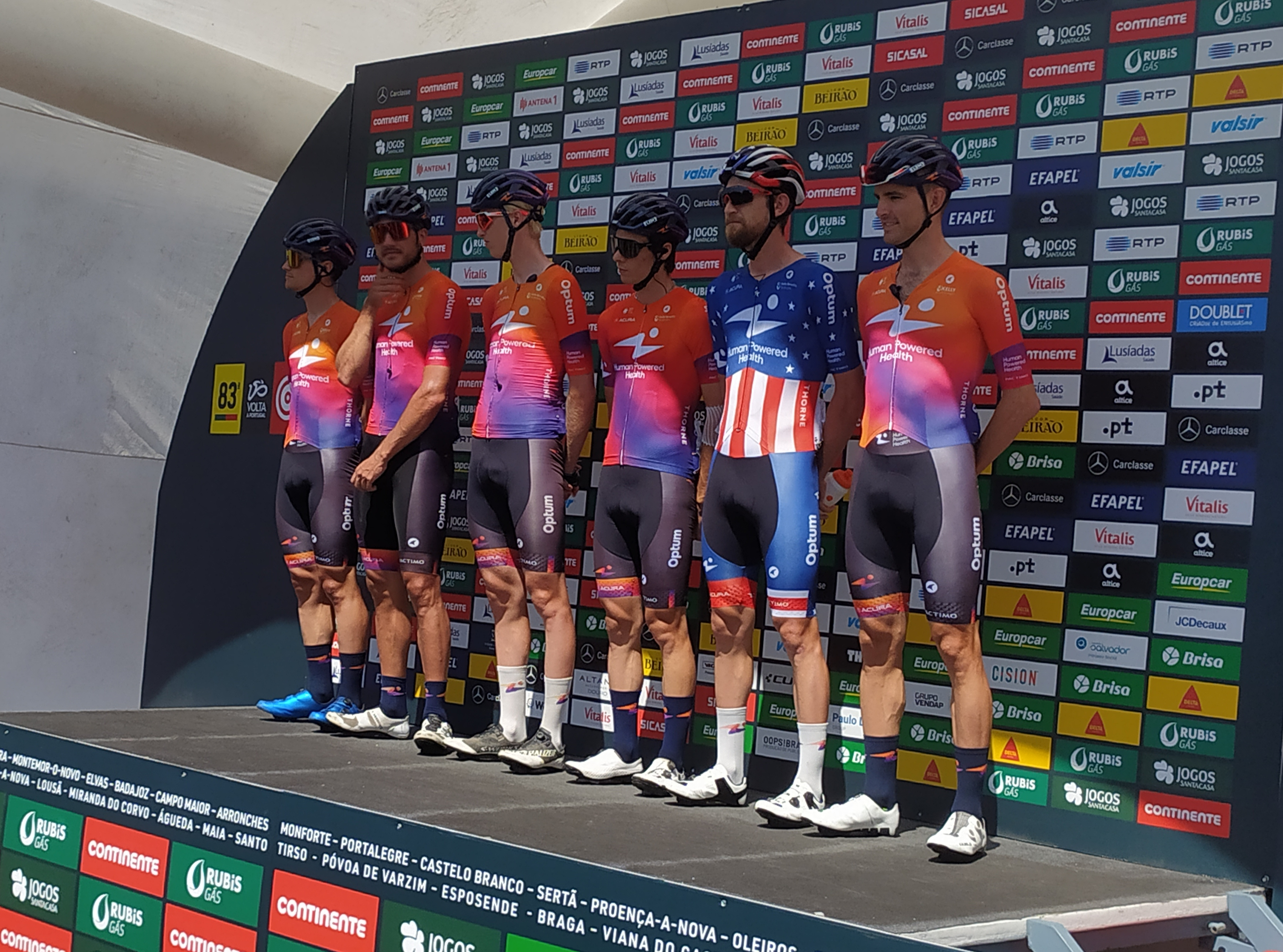
De ploeg in de Ronde van Portugal.

| Naam              | Geboortedatum | Nationaliteit       | Ploeg 2021         |
| ----------------- | ------------- | ------------------- | ------------------ |
| Kristian Aasvold  | 30-05-1995    | Noorwegen           | Team Coop          |
| Stephen Bassett   | 27-03-1995    | Verenigde Staten    |                    |
| Nathan Brown*     | 07-07-1991    | Verenigde Staten    |                    |
| Robin Carpenter   | 20-06-1992    | Verenigde Staten    |                    |
| Pier-André Coté   | 24-04-1997    | Canada              |                    |
| Arvid de Kleijn   | 21-03-1994    | Nederland           |                    |
| Adam de Vos       | 21-10-1993    | Canada              |                    |
| Matthew Gibson**  | 02-09-1996    | Verenigd Koninkrijk | WiV SunGod         |
| Chad Haga         | 26-08-1988    | Verenigde Staten    | Team DSM           |
| Gage Hecht        | 18-02-1998    | Verenigde Staten    | Aevolo             |
| August Jensen     | 29-08-1991    | Noorwegen           | DELKO              |
| Colin Joyce       | 06-08-1994    | Verenigde Staten    |                    |
| Ben King          | 22-03-1989    | Verenigde Staten    |                    |
| Wessel Krul       | 28-01-2000    | Nederland           | SEG Racing Academy |
| Gavin Mannion     | 24-08-1991    | Verenigde Staten    |                    |
| Kyle Murphy       | 05-10-1991    | Verenigde Staten    |                    |
| Joey Rosskopf     | 05-09-1989    | Verenigde Staten    |                    |
| Keegan Swirbul    | 02-09-1995    | Verenigde Staten    |                    |
| Nickolas Zukowsky | 03-06-1998    | Canada              |                    |

*tot 26/06
** vanaf 06/06

### Stagiairs
Per 1 augustus 2022
| Naam                     | Geboortedatum | Nationaliteit       | Vorige ploeg                     |
| ------------------------ | ------------- | ------------------- | -------------------------------- |
| Charles-Étienne Chrétien | 19-06-1999    | Canada              | Premier Tech U23 Cycling Project |
| Paul Double              | 25-06-1996    | Verenigd Koninkrijk | Mg.K Vis-Color for Peace-VPM     |
| Tyler Stites             | 18-03-1998    | Verenigde Staten    |                                  |

### Vertrokken
| Naam             | Geboortedatum | Nationaliteit    | Ploeg 2022       |
| ---------------- | ------------- | ---------------- | ---------------- |
| Rob Britton      | 22-11-1984    | Canada           | Gestopt          |
| Matteo Dal-Cin   | 14-01-1991    | Canada           | Toronto Hustle   |
| Emerson Oronte   | 29-01-1990    | Verenigde Staten | Gestopt          |
| Magnus Sheffield | 19-04-2002    | Verenigde Staten | INEOS Grenadiers |

## Overwinningen
Ronde van Valencia
Bergklassement: Ben King
Grand Prix Criquielion
Pier-André Coté
Vierdaagse van Duinkerke
1e etappe: Arvid de Kleijn
Arctic Race of Norway
Bergklassement: Stephen Bassett
Alpecin-Deceuninck · B&B Hotels-KTM · Bardiani-CSF-Faizanè  · Bingoal Pauwels Sauces WB · Burgos-BH · Caja Rural-Seguros RGA · Drone Hopper-Androni Giocattoli · EOLO-Kometa · Equipo Kern Pharma · Euskaltel-Euskadi · Gazprom-RusVelo · Human Powered Health · Sport Vlaanderen-Baloise · Arkéa-Samsic · Team Novo Nordisk · Team TotalEnergies · Uno-X Pro Cycling Team
Mannen: 2020 ·2021 · 2022 · 2023
Vrouwen: 2020 · 2021 · 2022 · 2023 · 2024 · 2025